# Promachus obscuripes
Promachus obscuripes is een vliegensoort uit de familie van de roofvliegen (Asilidae). De wetenschappelijke naam van de soort is voor het eerst geldig gepubliceerd in 1920 door Ricardo.